# Liste der portugiesischen Botschafter im Irak
Die Liste der portugiesischen Botschafter im Irak listet die Botschafter der Republik Portugal im Irak auf.
Der erste Botschafter Portugals akkreditierte sich 1957 in der irakischen Hauptstadt Bagdad. Bis 1976 wurde der portugiesische Vertreter in der Türkei dort doppelakkreditiert, danach eröffnete Portugal eine eigene Botschaft in Bagdad.
1992 wurden die diplomatischen Beziehungen nach der Irak-Resolution der UNO unterbrochen und die Botschaft in Bagdad geschlossen. 2001 nahmen die Länder ihre diplomatischen Beziehungen wieder auf. Eine eigene Botschaft hat Portugal bislang noch nicht wieder im Irak eröffnet, das Land gehört zum Amtsbezirk des Portugiesischen Botschafters in den Vereinigten Arabischen Emiraten (Stand 2019).

## Missionschefs
| Name                                            | Bild | Amtszeit                           | Anmerkungen                                                                           |
| Irak                                            | Irak | Irak                               | Irak                                                                                  |
| ----------------------------------------------- | ---- | ---------------------------------- | ------------------------------------------------------------------------------------- |
| Luís de Castro e Almeida Mendes Norton de Matos |      | 1957                               | Ministro Plenipotenciário mit Amtssitz Ankara, am 22. Mai 1957 in Bagdad akkreditiert |
| Alberto Carlos Liz-Teixeira Branquinho          |      | 1960–1963                          | Ministro Plenipotenciário mit Amtssitz Ankara, am 9. Juli 1960 in Bagdad akkreditiert |
| Leonardo Charles de Zaffiri Duarte Mathias      |      | 29. Oktober 1976 –13. Januar 1979  | erster Botschafter Portugal mit Amtssitz Bagdad, am 11. November 1976 akkreditiert    |
| Carlos Manuel Durrant Pais                      |      | 13. Januar 1979 –4. September 1979 | Übergangs-Geschäftsträger                                                             |
| Vítor Hugo Fortes Rocha                         |      | 4. September 1979 –11. Juli 1982   | Botschafter, am 20. September 1979 akkreditiert                                       |
| Zózimo Justo da Silva                           |      | 15. Juli 1982 –24. Januar 1986     | Botschafter, am 15. August 1982 akkreditiert                                          |
| Fernando António de Lacerda Andresen Guimarães  |      | 31. Januar 1986 –17. Juni 1988     | Botschafter, am 26. März 1986 akkreditiert                                            |
| Gabriel Maria da Costa Mesquita de Brito        |      | 10. März 1989 –30. Dezember 1992   | Botschafter, am 18. April 1989 akkreditiert                                           |
| Jaime van Zeller Leitão                         |      | 2011                               | Botschafter mit Amtssitz Abu Dhabi                                                    |
| Joaquim Alberto de Sousa Moreira de Lemos       |      | seit 2016                          | Botschafter mit Amtssitz Abu Dhabi                                                    |